# Ришельевская улица (Одесса)

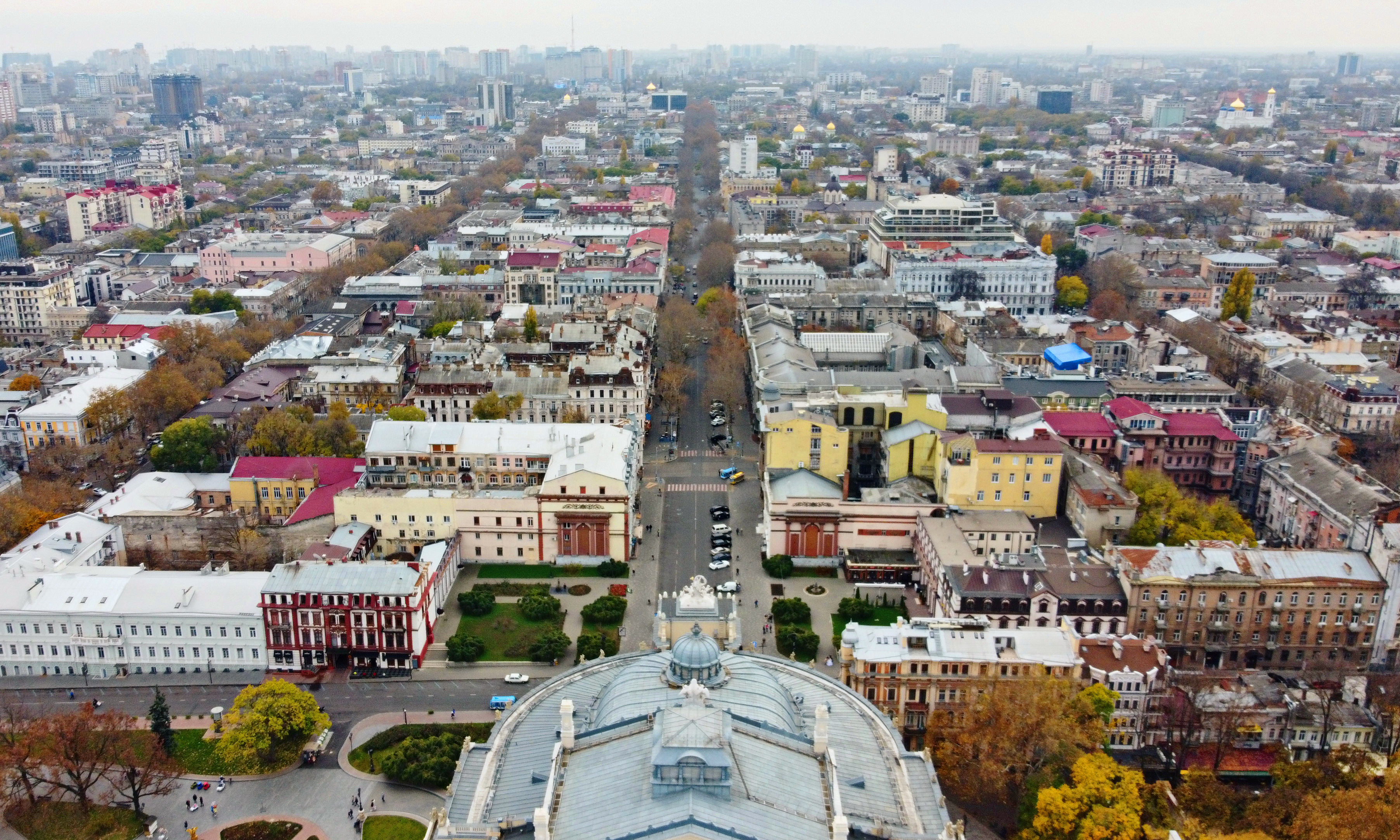
Вид с воздуха на Ришельевскую улицу от оперного театра

Ришельевская улица — улица в Одессе, в историческом центре города, от Ланжероновской до Пантелеймоновской улицы.

## История
У места пересечения улицы с Ланжероновской улицей обнаружен античный некрополь. Античные захоронения находятся с чётной стороны, сразу напротив Оперного театра.
Первое название — Театральная — получила ещё в 1809 году, после открытия здесь, на пересечении с улицей Ланжероновской, Первого городского театра. Основателем первого театра был герцог Арман де Ришельё, имя которого носит современная улица. Его дом находился в самом начале улицы, по адресу Театральная, 1. Современное название улица получила после отъезда герцога из Одессы 1814 году.
По адресу Ришельевская д. 3, находилась ныне не сохранившаяся гостиница, в которой большую часть своих дней, проведённых в Одессе, жил А.С. Пушкин. Здесь он работал над романом «Евгений Онегин» и именно здесь было написано письмо Татьяны. 
В 1873 году сгорел городской театр, и возведение нового театра было начато в 1884 году. 
Улица была одной из важнейших улиц города. Театральная стала первой улицей в городе, где были возведены многоэтажные дома. 
С установлением Советской власти улица была переименована в улицу Ленина. Как главная улица города, подлежала глобальной реконструкции. Летом 1957 года здесь были демонтированы трамвайные пути, проезжую часть расширили до 14 метров и запустили по ней троллейбус, в начале маршрут № 2, затем — также № 5. 
Ряд домов, (например, дом Бродского на пересечении с Греческой улицей), были повреждены во время войны бомбардировками и снесены в послевоенное время. На этих участках были возведены здания «сталинской архитектуры». У пересечения с Успенской улицей появился ряд «хрущевок». В конце 1980-х годов в районе пересечений с улицами Успенской и Базарной было запланировано возведение 16-этажек, но не было реализовано.
Украшением улицы является Платановая аллея. Платаны были посажены с 1961 по 1965 годы , улица превратилась в «зелёный тоннель» из платанов.
В 1994 году улице возвращено название — Ришельевская.

## Достопримечательности
д. 1 — дом Белино-Фендерих 

д. 2 — Южно-Российский промышленный банк 

д. 5 — дом Ралли

д. 6 — Национальный банк Украины

д. 8 — Управление НБУ в Одесской области

д. 11 — Жилой флигель Доходного дома Баржанского

д. 11а — дом А. Баржанского 

д. 14 — Детский универмаг «СМИК» 

д. 15 — Доходный дом Райха

д. 16 — Главный зал детского универмага «Смик»

д. 17 — Доходный дом Райха (арх. С. С. Гальперсон, нач. XX в.)

д. 18 — Новый корпус 117-й школы

д. 21 — дом Россолимо (1984—1996 жил Виктор Прокопенко)

д. 26 — Отделение ПАО «Укртелеком»

д. 28 — Юракадемия

д. 30 — Гостиница «Де Ришельё»

д. 35/37 — Магазин бытовой техники «Технодром»

д. 38 — дом Дмитриева

д. 39 — Доходный дом Мандражи

д. 40 — дом Камлета 

д. 43/45 — Доходный дом Розенблата

д. 49 — Арабский культурный центр, мечеть

д. 49 — Арабский культурный центр

д. 54 — Доходный дом Абази 

д. 55 — Доходный дом Поповича 

д. 58 — Доходный дом Шполянского

д. 59 — Отель «Чёрное Море Ришельевская»

д. 64 — дом И. Чижевич 

д. 73 — Александровский полицейский участок

Скульптура «Смотрящий в окно мальчик на плечах отца»

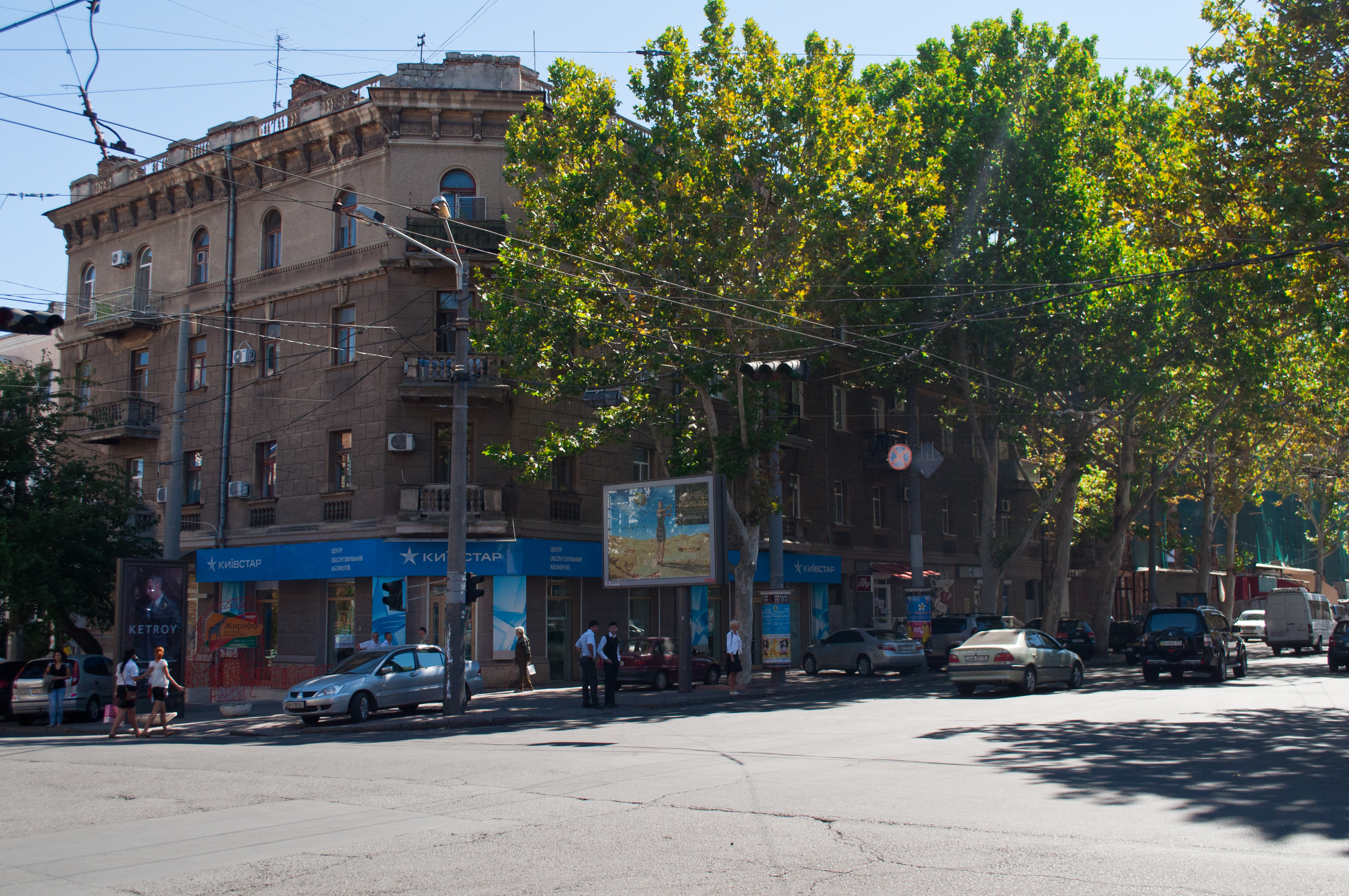
Дом, в котором жил И. Д. Бурмаков

В д. 13 жил Герой Советского Союза И. Д. Бурмаков.